# Thomas Was Alone
Thomas Was Alone (en español: Thomas estaba solo) es un videojuego independiente de plataformas creado por Mike Bithell, originalmente lanzado como un juego de navegador basado en Flash en octubre de 2010. El juego fue expandido y lanzado a sistemas Microsoft Windows y OS X en julio de 2012. Versiones para PlayStation 3 y PlayStation Vita con contenido nuevo fueron lanzadas en abril de 2013, mientras que una versión de Linux fue lanzada como parte de la inclusión del juego en un Humble Bundle en mayo de 2013. El juego fue lanzado para dispositivos iPad en mayo de 2014 y para otros dispositivos iOS y Android en julio de 2014. El juego también se lanzó en Xbox One, PlayStation 4 y Wii U en noviembre de 2014.
En el juego, el jugador controla uno o más rectángulos simples que representan varias entidades de inteligencia artificial fuera de control, trabajando con las formas para llegar a cada uno de sus puntos finales individuales en cada nivel. Cada forma se caracteriza con un nombre y personalidad únicos, incluido el personaje central Thomas, esta información se transmite al jugador a través del uso de un narrador, interpretado por Danny Wallace y cuya actuación le valió al juego un premio BAFTA.